# Badly Drawn Boy
Badly Drawn Boy, vlastním jménem Damon Michael Gough, (* 2. října 1969 Dunstable) je anglický zpěvák a multiinstrumentalista. Jeho hudebním hrdinou je americký písničkář Bruce Springsteen. Svou kariéru zahájil v devadesátých letech. V roce 1997 vydal své první pětipísňové extended play nazvané EP1. To však distribuoval pouze mezi příteli. Následujícího roku vydal druhé EP, nazvané EP2. Třetí EP s názvem EP3 následovalo v roce 1998. Téhož roku zpíval na albu Psyence Fiction projektu Unkle. Svou první dlouhohrající desku The Hour of Bewilderbeast vydal v roce 2000. Následovalo několik dalších alb. Rovněž se věnoval skládání hudby pro filmy, například Jak na věc (2002) a V tátově stínu (2012).

## Diskografie
- The Hour of Bewilderbeast (2000)
- About a Boy (2002)
- Have You Fed the Fish? (2002)
- One Plus One Is One (2004)
- Born in the U.K. (2006)
- Is There Nothing We Could Do? (2009)
- It's What I'm Thinking Pt.1 – Photographing Snowflakes (2010)
- Being Flynn (2012)
- Banana Skin Shoes (2020)